# Slaget ved Niså
Slaget ved Niså var et søslag mellem danske styrker under ledelse af Svend Estridsen og en norsk flåde under ledelse af Harald Hårderåde i 1062. Slaget fandt sted ved floden Nissan i dagens Sverige, men var den gang under Danmark. Den norske styrke vandt slaget. Ifølge traditionen skal den danske flåde have bestået af 300 skibe og den norske af bare 150 skibe.
Harald havde været i Danmark og blev på vej hjem omringet af Svends ledingsflåde. Slaget skal have begyndt i løbet af aftenen og fortsat frem til næste dag. Nogle af danskerne skal have flygtet under slaget, og Saxo Grammaticus lægger skylden på ledingen fra Skåne:

"Medens Danskerne nu ikke kunde vente nogen Tilgang af friske Stridskræfter, kom en norsk Høvding uventet sine Landsmænd til Undsætning. Da Skaaningerne saa' det, løste de nedslagne og modfaldne, for at Larmen ikke skulde røbe dem, forsigtig deres Skibe ud fra Flaaden, huggede Tovene over, brød Samlaget og listede sig i Nattens Mulm og Mørke bort fra den øvrige Flaade og flyede med dæmpede Aareslag hemmelig op ad Aaen, ad den Vej, de var komne, forlod saa deres Skibe og flygtede gjennem uvejsomme Egne til Spot og Skjændsel, saa længe Danmark bestaar, thi denne skammelige Flugt, som de havde al Grund til at blues over, har sat et uudsletteligt Brændemærke paa dem over for Efterkommerne."

Det fortælles, at Skjalm Hvide som havde stor magt på Sjælland, og som anses for at være stamfar til den mægtige Hvide-slægt blev taget til fange af nordmændene. Det lykkedes ham senere at flygte fra fangenskabet. Skjalm havde også en svært dygtig bersærk blandt sine mænd ved navn Aslak. Han havde en stor egestok, som han skulle lave ror af, men denne brugte han under slaget, da han gik bersærkergang på et af de norske skibe. Han slog mange mænd ned med sine slag.
Slaget nævnes af i hvert fald af tre samtidige skjalde, Hallar-Sten, Arnor Tordsson og Tjodolv Arnsson, alle på bestiling fra Harald Hardråde. Slaget er også nævnt i de islandske værker Fagrskinna og Morkinskinna. Senere beskriver også Snorre Sturlasson og Saxo Grammaticus slaget. Adam af Bremen nævner ikke slaget, men han fik meget af sin information fra folk, som stod Svend Estridsen nær. Der findes ingen arkæologiske spor efter slaget, men det er heller ikke almindeligt for slag fra denne tid.